# كيوة رود (بوالحسن)
کیوة رود (بالفارسية: کیوه رود) هي قرية تقع في إيران في قسم بوالحسن الريفي. يقدر عدد سكانها بـ 153 نسمة بحسب إحصاء 2016.